# Panopeidae
De Panopeidae is een familie uit de infraorde krabben (Brachyura). Voor de Belgische en Nederlandse kust, behoort enkel het Zuiderzeekrabbetje (Rhithropanopeus harrisii) tot deze familie.

## Systematiek
- Acantholobulus Felder & Martin, 2003
- Chasmophora Rathbun, 1914
- Cycloplax Guinot, 1969
- Dyspanopeus Martin & Abele, 1986
- Eucratopsis Smith, 1869
- Eurypanopeus A. Milne-Edwards, 1880
- Eurytium Stimpson, 1859
- Glyptoplax Smith, 1870
- Hexapanopeus Rathbun, 1898
- Homoioplax Rathbun, 1914
- Lophopanopeus Rathbun, 1898
- Malacoplax Guinot, 1969
- Metopocarcinus Stimpson, 1860
- Milnepanopeus Thoma & Felder, 2012
- Neopanope A. Milne-Edwards, 1880
- Odontoplax Garth, 1986
- Panopeus H. Milne Edwards, 1834
- Prionoplax H. Milne Edwards, 1852
- Rhithropanopeus Rathbun, 1898
- Tetraplax Rathbun, 1901

### Uitgestorven
- Pakicarcinus  †  Schweitzer, Feldmann & Gingerich, 2004
- Sereneopeus  †  Collins, 2002